# Золоев, Таймураз Александрович
Тимур (Таймураз) Александрович Золоев (20 ноября 1931, Орджоникидзе, Северная Осетия — 4 февраля 2019, Киев, Украина) — советский и украинский  кинорежиссёр и сценарист, киноактёр. Заслуженный деятель искусств Украины (2000).

## Биография
- 1964—1971 годы — Киевская студия научно-популярного кино «Киевнаучфильм», режиссёр документального кино.
- 1971—1986 годы — режиссёр Одесской киностудии.
- 1986—1989 годы — Киевская студия научно-популярного кино «Киевнаучфильм», кинорежиссёр, Художественный руководитель и директор кинообъединения «Притяжение».
- 1990—1999 годы — Военная телестудия, студия телевизионного фильма при издательстве «Деловая Украина», телеканал «Интер»
- 2000—2006 годы — режиссёр Киевской киностудии документального кино «Контакт».
- 2008—2012 годы — Институт экранных искусств им. Ивана Миколайчука (Киев), художественный руководитель курса кино телережиссуры.

Член Союза кинематографистов СССР и Украины.
Скончался 4 февраля 2019 года. Похоронен на Байковом кладбище Киева.

## Фильмография

### Режиссёрские работы (документальные и научно-популярные фильмы)
- 1961 — Олимпийцы
- 1965 — Врачебная тайна
- 1966 — Гимнаст
- 1967 — Фехтовальщики
- 1968 — Шахтерские бывальщины
- 1970 — Шахтерский характер
- 1971 — Николай Амосов
- 1990 — За и против бокса
- 1999 — Ода ботанике
- 2000 — Земля моя, судьба моя
- 2002 — Путь к себе
- 2003 — Ты помнишь наши встречи?..
- 2004 — Друг мой Лёнька
- 2005 — Братья Коломийченко
- 2005 — Кому поведаю печаль
- 2006 — Сергей Бондарчук. Родина
- 2009 — Иллюзия
- 2010 — Спаси и сохрани

### Режиссёрские работы (художественные фильмы)
- 1972 — За твою судьбу
- 1973 — Каждый день жизни
- 1974 — Голубой патруль
- 1976 — Отпуск, который не состоялся
- 1978 — Где ты был, Одиссей?
- 1980 — Второе рождение
- 1981 — Ожидание полковника Шалыгина
- 1983 — Весна надежды
- 1984 — В двух шагах от «Рая»
- 1986 — Жалоба
- 1992 — Миленький ты мой…
- 2008 — Хлеб той зимы

### Сценарист
- 1974 — Каждый день жизни
- 1977 — Отпуск, который не состоялся
- 1983 — Весна надежды

### Актёрские работы
- 1976 — Тимур и его команда — гость Александровых
- 1982 — Время для размышлений — Тимур, милиционер
- 1985 — Когда становятся взрослыми

## Призы и награды
- Заслуженный деятель искусств Украины (2000)[1]